# Easygo

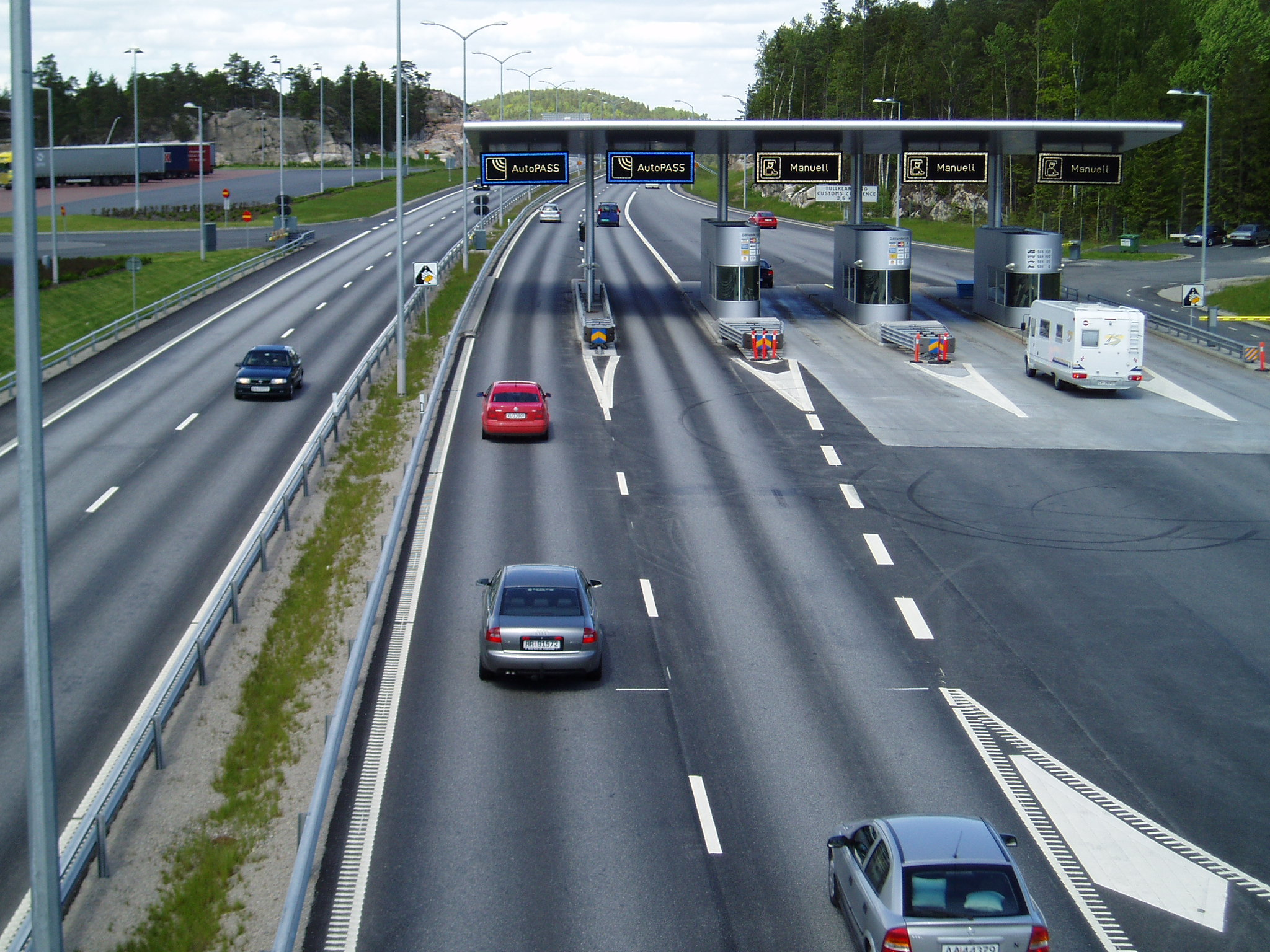
Betalstationen på Svinesund (AutoPASS i blå körfält)

Easygo, av företaget skrivet EasyGo, är ett samriskföretag mellan Norge, Sverige, Danmark och Österrike som gör det möjligt att använda endast en OBE (transponder) på betalvägar, färjor och broar i alla länder. Syftet med Easygo är att göra det möjligt att använda endast en OBE (transponder) som betalmedel oavsett vilken betalväg som passeras på väg genom norra Europa och Österrike.
Easygo är baserat på DSRC 5,8 GHz mikrovågsteknik och det är stora skillnader mellan operatörerna. Betalstationerna har olika utformning och det finns ingen gemensam Easygo-skyltning, men det finns vissa gemensamma drag.

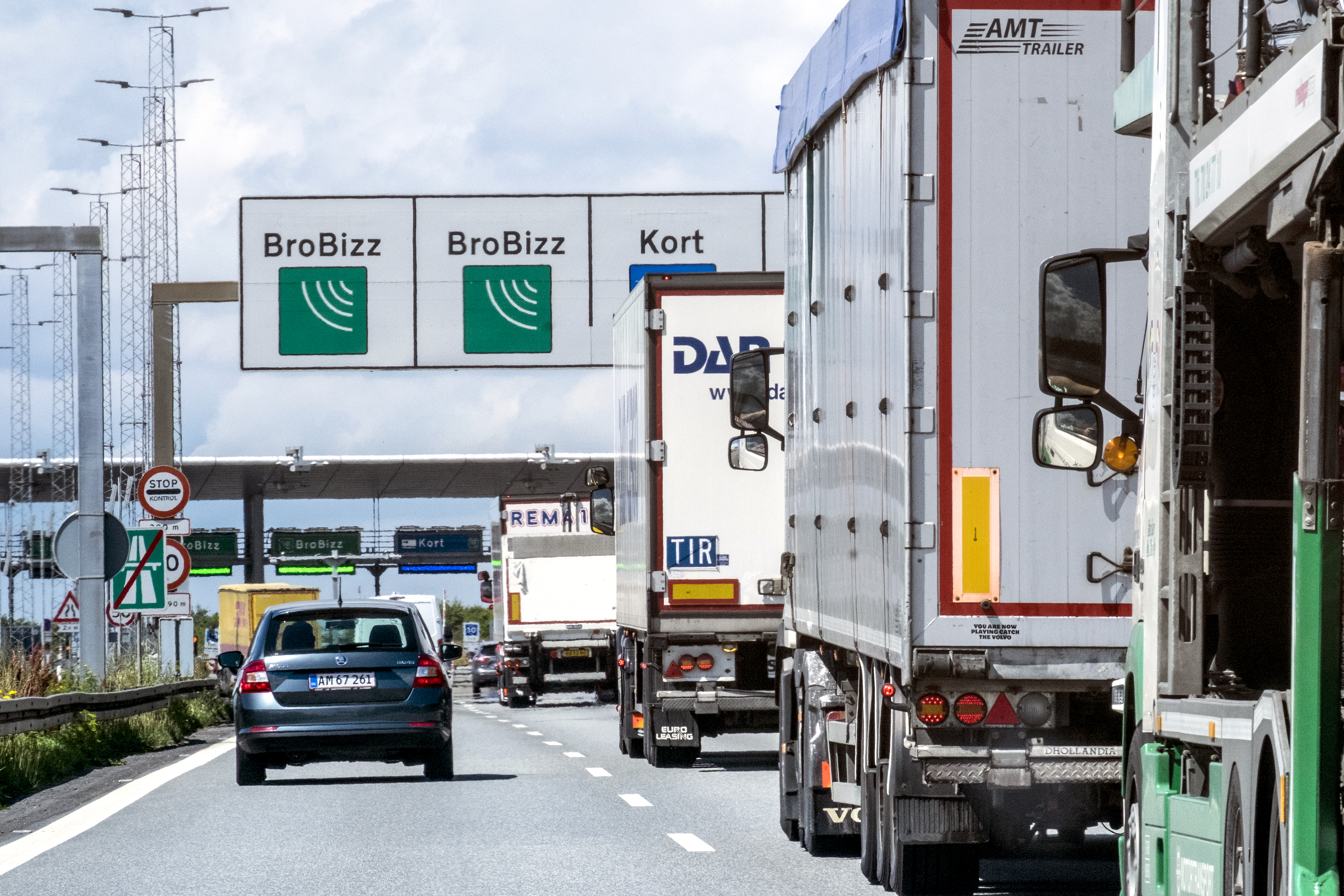
Betalstationen på Stora Bältbron (BroBizz i gröna körfält)

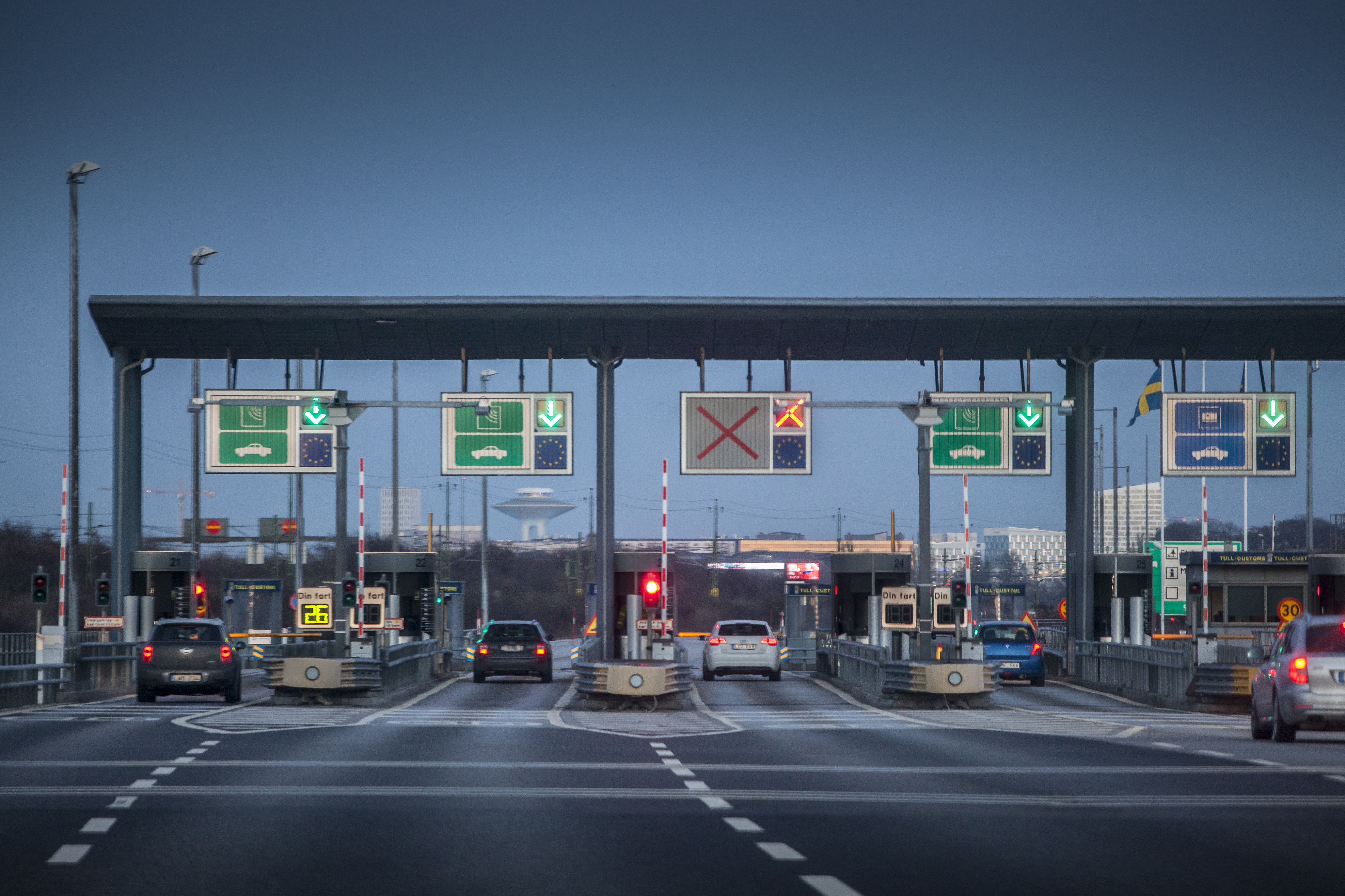
Betalstationen på Öresundsbron (BroBizz i gröna körfält)

## Historik
Easygo var Europas första kommersiella gränsöverskridande indrivningstjänst för vägtullar. Inledande diskussioner inleddes under 2004, när Svinesundsbron mellan Norge och Sverige var på väg att byggas. Norska (Statens vegvesen) och svenska (Transportstyrelsen) transportmyndigheter gick tillsammans med Sund & Bælt (operatör av Stora Bältbron) och Øresundsbro Konsortiet (dansk-svensk samriskföretag, operatör av Öresundsbron) och skapade Easygo 2007.
Österrikiska ASFINAG gick med i partnerskapet under 2009.
Alla befintliga nordiska system som redan tagits i bruk innan 2007 (Autopass och Brobizz) ingår, och det krävdes ingen ändring av lagstiftningen i de olika länderna. EasyGo-länderna har fyra olika valutor och olika momsnivåer.
Trots att Sund & Bælt ingår i Easygo, skall sedan 2021-01-01 alla transponders vara utfärdade av EETS-registrerade utställare för att kunna användas på Stora Bältbron. Detta innebär att Easygo-transponders utfärdade av utställare som inte är EETS-registrerade inte längre kan användas.

## Tjänster

### Easygo Basic
Tjänsten Easygo Basic är till för fordon som väger mindre än 3 500 kg eller som endast körs i Skandinavien.

### Easygo+
Easygo+ är en gränsöverskridande betalvägstjänst som ger förare av fordon över 3 500 kg möjlighet att betala passageavgifter i Österrike, Danmark, Sverige och Norge med hjälp av endast en OBE (transponder) i alla fyra länder.

## Utställare
Det finns ett flertal utställare som tillhandahåller EasyGo-tjänsterna. Dock tillhandahåller vissa utställare endast OBE:er för en av tjänsterna. Giltigheten för en OBE från en betalningsförmedlare i en betalningsanläggning, förutsätter att det finns ett avtal mellan Betalningsförmedlaren och betalanläggningen.
| Utställare                    | Land      | Giltig i                  |
| ----------------------------- | --------- | ------------------------- |
| AS24                          | Frankrike | Danmark Sverige Österrike |
| Axxès                         | Frankrike | Danmark Sverige Österrike |
| BroBizz A/S                   | Danmark   | Danmark Sverige Österrike |
| DKV Euro Service GmbH & Co KG | Tyskland  | Danmark Sverige Österrike |
| Eurotoll SAS                  | Frankrike | Danmark Sverige Österrike |
| Fremtind Service AS           | Norge     | Danmark Sverige           |
| Toll4Europe GmbH              | Tyskland  | Österrike                 |
| ØresundPay                    | Sverige   | Danmark Sverige           |
| SkyttelPASS AS                | Norge     | Danmark Sverige           |
| TELEPASS SPA                  | Italien   | Danmark Sverige Österrike |
| Tolltickets GmbH              | Tyskland  | Sverige Österrike         |
| W.A.G payment solutions, a.s. | Schweiz   | Österrike                 |
| Fyt AS                        | Norge     | Danmark Sverige           |